# Proporczykowiec z Kamerunu
Proporczykowiec z Kamerunu (Mesoaphyosemion cameronense) – gatunek słodkowodnej, karpieńcokształtnej ryby z rodziny Nothobranchiidae. Jedyny przedstawiciel rodzaju Mesoaphyosemion. Bywa hodowany w akwariach.

## Występowanie
Zamieszkuje płytkie wody centralnej i zachodniej Afryki, w Kamerunie, Kongu, Gabonie i Gwinei Równikowej.
Dorasta do 6 cm długości.